# Týn nad Vltavou (hrad)
Týn nad Vltavou je zaniklý hrad ve stejnojmenném městě v okrese České Budějovice. Stál nad pravým břehem Vltavy v místech, kde se nacházejí Bedřichovy sady. Zachovaly se z něj drobné terénní relikty a renesanční most. Od roku 1963 jsou zbytky hradu chráněny jako kulturní památka.

## Historie
Předchůdcem hradu byl lehce opevněný biskupský dvorec, který nejpozději v roce 1279 nechal biskup Tobiáš z Bechyně přestavit na kamenný hrad. Majetkem biskupství hrad zůstal až do roku 1415, kdy ho biskup Konrád z Vechty spolu s městem zastavil Janovi ze Sobětic, ale během husitských válek byly obsazeny posádkou táboritů. Od roku 1433 panství spravoval Oldřich II. z Rožmberka, který měl na pokyn krále Zikmunda Lucemburského polovinu panství předat Janovi mladšímu ze Sobětic.
Dalších 150 let se v Týně nad Vltavou střídali zástavní držitelé, např. Jan a Zbyněk ze Soběšína (1461), Prokop Čabelický ze Soutic, Johanka Čabelická a její syn Jan, který nechal hrad opravit. Po smrti Janova syna Prokopa Čabelického daroval roku 1601 týnské panství král Rudolf II. Janu Loheliovi. V té době už hrad nebyl panským sídlem a začal chátrat. Během stavovského povstání na hradě byla stavovská posádka, která však ustoupila před vojskem maršála Baltazara Marradase. Poté, co hrad v roce 1645 vyhořel, byly jeho zbytky zbourány.

## Stavební podoba
Dochované zbytky hradu mají podobu oválného hradiště, jehož plocha je díky rozvezení valů výše než ve středověku. Z opevnění se dochovaly jen části valů zejména na východě a na západě. Jedinou dochovanou stavbou je renesanční dvouobloukový most přes příkop.